# Marokhy Ndione
Marokhy Ndione (Szenegál, 1999. november 4. –) szenegáli születésű svéd korosztályos válogatott labdarúgó, a dán Viborg csatárja.

## Pályafutása

### Klubcsapatokban
Ndione Szenegálban született. Az ifjúsági pályafutását a svéd Borås csapatában kezdte, majd 2016-ban az Elfsborg akadémiájánál folytatta.
2015-ben mutatkozott be a Borås ötödosztályban szereplő felnőtt csapatában. 2016-ban átigazolt az első osztályú Elfsborghoz igazolt, ám az első csapatban csak 2019-ben debütált. Először a 2019. április 1-jei, Hammarby elleni mérkőzés 84. percében Per Frick cseréjeként lépett pályára. Első gólját 2019. július 29-én, a Kalmar ellen 2–1-re megnyert találkozón szerezte. A 2020-as szezon második felében az Örgryte csapatát erősítette kölcsönben.
2022. január 14-én 3½ éves szerződést kötött a dán első osztályban érdekelt Viborg együttesével. 2022. március 13-án, a Vejle ellen 2–0-ra megnyert mérkőzés 65. percében Younes Bakizt váltva debütált a klub színeiben.

### A válogatottban
Ndione 2017-ben debütált a svéd U19-es válogatottban. 2017. június 6-án, Magyarország ellen 4–1-re megnyert barátságos mérkőzésen debütált és egyben megszerezte első válogatott gólját is.

## Statisztikák
2022. augusztus 6. szerint
| Klub                 | Szezon   | Osztály          | Bajnokság | Bajnokság | Kupa  | Kupa | Nemzetközi | Nemzetközi | Összesen | Összesen |
| Klub                 | Szezon   | Osztály          | Meccs     | Gól       | Meccs | Gól  | Meccs      | Gól        | Meccs    | Gól      |
| -------------------- | -------- | ---------------- | --------- | --------- | ----- | ---- | ---------- | ---------- | -------- | -------- |
| Elfsborg             | 2019     | Allsvenskan      | 8         | 1         | 1     | 0    | —          | —          | 9        | 1        |
| Elfsborg             | 2020     | Allsvenskan      | 19        | 0         | 5     | 1    | —          | —          | 24       | 1        |
| Elfsborg             | 2021     | Allsvenskan      | 22        | 5         | 3     | 1    | 6          | 4          | 31       | 10       |
| Elfsborg             | Összesen | Összesen         | 49        | 6         | 9     | 2    | 6          | 4          | 64       | 12       |
| Örgryte (kölcsönben) | 2020     | Superettan       | 5         | 1         | 0     | 0    | —          | —          | 5        | 1        |
| Viborg               | 2021–22  | Danish Superliga | 2         | 0         | 0     | 0    | —          | —          | 2        | 0        |
| Viborg               | 2022–23  | Danish Superliga | 4         | 0         | 0     | 0    | 3          | 1          | 7        | 1        |
| Viborg               | Összesen | Összesen         | 6         | 0         | 0     | 0    | 3          | 1          | 9        | 1        |
| Összesen             | Összesen | Összesen         | 60        | 7         | 9     | 2    | 9          | 5          | 78       | 14       |

## Sikerei, díjai
Elfsborg
- Allsvenskan
  - Ezüstérmes (1): 2020

## Fordítás
Ez a szócikk részben vagy egészben  a   Marokhy Ndione című angol Wikipédia-szócikk fordításán alapul.  Az eredeti cikk szerkesztőit annak laptörténete sorolja fel. Ez a jelzés csupán a megfogalmazás eredetét és a szerzői jogokat jelzi, nem szolgál a cikkben szereplő információk forrásmegjelöléseként.